# Cudnost

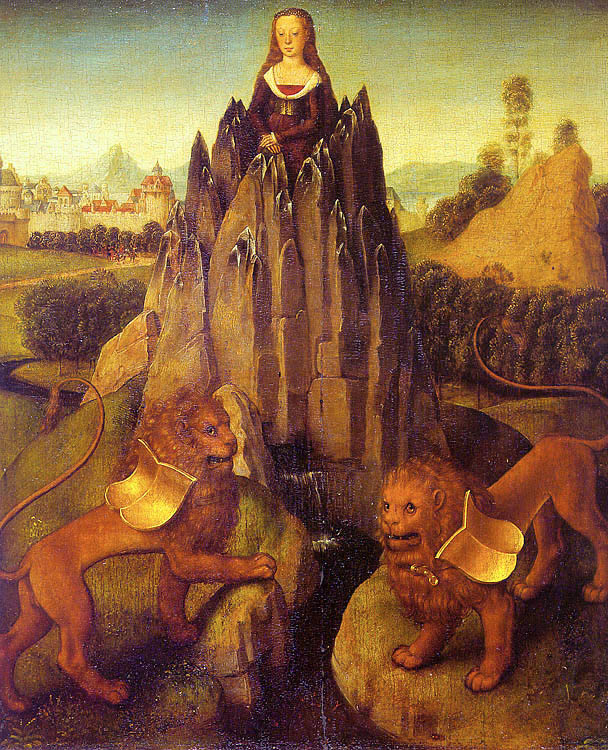
Alegorie cudnosti od Hanse Memlinga, 1475.

Cudnost (latinsky castitas) je jednou ze sedmi ctností, označuje se jí mravní čistota, především pak sexuální zdrženlivost, nebo dodržování předpisů omezujících sexuální chování. V mnoha mravních a náboženských systémech považována za ctnost (například v morálním učení katolických církví, kde je protikladem jednoho ze sedmi hlavních hříchů, smilstva).
Cudnost obvykle zahrnuje nejen neprovozování sexuálního aktu, jiným než povoleným způsobem a v jiném než povoleném kontextu (manželství), ale i vystříhání se nedovolených aktivit, které by k němu mohly vést.